# Verizon Communications
Verizon Communications Inc. (NYSE: VZ, NASDAQ: VZ

) (branded som Verizon) er en international internetudbyder og teleselskab, der udgør en del af Dow Jones Industrial Average. Historien startede i 1983 som Bell Atlantic (baseret i Philadelphia), der blev skabt ved at AT&T blev delt i syv regionale teleskaber, det skete for at undgå karteldannelse. I 1997 opkøbte Bell Atlantic et andet regionalt teleselskab, NYNEX, med base i New York City. I år 2000 opkøber Bell Atlantic det tidligere uafhængige teleselskab GTE og indfører navnet "Verizon", et sammensat ord af veritas og horizon. Virksomhedens hovedsæde er i Verizon Building på 140 West Street, Lower Manhattan, New York City. Virksomheden er USA's næststørste teleselskab (efter AT&T) målt på omsætning som i 2010 var på US$ 111 mia. Der var i 2010 194.400 ansatte i koncernen.

## Historie
Verizon er grundlagt som Bell Atlantic Corporation. Det var et ud af i alt syv "Baby Bells" der blev skabt som et resultat af karteldommen mod American Telephone & Telegraph Company. Bell Atlantic syv Bell-selskaber fra AT&T efter karteldommen. Bell Atlantics oprindeligt overtagne selskaber inkluderer:
- The Bell Telephone Company of Pennsylvania
- New Jersey Bell Telephone Company
- The Diamond State Telephone Company
- The Chesapeake and Potomac Telephone Company
- The Chesapeake and Potomac Telephone Company of Maryland
- The Chesapeake and Potomac Telephone Company of Virginia
- The Chesapeake and Potomac Telephone Company of West Virginia

Bell Atlantic opererede oprindeligt i staterne New Jersey, Pennsylvania, Delaware, Maryland, West Virginia, Virginia og Washington, D.C.
I 1994 blev Bell Atlantic det første regionale Bellselskab der droppede de originale navne på sine regionale driftsselskaber som blev forsimplet til "Bell Atlantic – statens navn".
I 1996 blev Bell Atlantic fusioneret med NYNEX. I forbindelse med sammenlægningen blev hovedsædet flyttet fra Philadelphia til New York City.
Forud for fusionen med GTE blev Bell Atlantic handlet på New York Stock Exchange (NYSE) under "BEL" symbolet.

### Skabelsen afVerizon Wirelessog opkøbet af GTE
21. september 1999 annoncerede Bell Atlantic og britiske Vodafone AirTouch Plc (nu Vodafone Group Plc) at det var nået til enighed om at skabe et nyt landsdækkende mobilselskab med fælles brand og teknologi. Det nye mobilselskab Verizon Wireless blev etableret 4. april 2000.

Bell Atlantic overtog GTE den 30. juni, 2000 og skiftede navn til Verizon Communications Inc. Det var en af de største virksomhedsfusioner i USAs historie. Den var et resultat af en fusionsaftale fra 27. juli 1998.
Bell Atlantic–GTE sammenlægningen kostede mere end US$ 52 mia. Dermed blev Verizon Wireless USAs største mobilselskab, en position virksomheden fastholdt indtil 2004, hvor Cingular Wireless fusionerede med AT&T Wireless. I 2011 er Verizon Wireless igen USAs største mobilselskab.
Verizons aktier blev en del af Dow Jones Industrial Average 8. april 2004. Verizon drev 140,3 millioner fastnettelefonforbindelser og havde mere end 250.000 ansatte.
I 2004 solgte Verizon sin 20,5 % ejerandel i canadiske Telus.

### Opkøbet af MCI
14. februar 2005 overtages MCI Inc., tidligere WorldCom og 6. januar 2006 er MCI blevet indarbejdet i koncernen med navnet Verizon Business.
Verizon med MCI var det største teleselskab i USA med en årlig omsætning på US$ 75,11 mia. En position som virksomheden bevarede indtil AT&T opkøbte BellSouth, AT&T som i dag er både USA's og verdens største teleselskab.

## Datterselskaber
Som et resultat af talrige opkøb og frasalg driver Verizon i 2011 fastnetforbindelser i 11 stater og District of Columbia gennem følgende datterselskaber:
- AOL Inc. – New York City
- GTE Southwest, Inc. – Texas
- Verizon California, Inc. – Californien
- Verizon Delaware LLC- Delaware
- Verizon Florida LLC – Florida
- Verizon Maryland, Inc. – Maryland
- Verizon New England, Inc. – Massachusetts og Rhode Island
- Verizon New Jersey, Inc. – New Jersey
- Verizon New York, Inc. New York og sydvestlige Connecticut
- Verizon North LLC – Pennsylvania
- Verizon Pennsylvania, Inc. – Pennsylvania
- Verizon South, Inc. – Virginia
- Verizon Virginia, Inc. – Virginia
- Verizon Washington, D.C., Inc. – Washington D. C.

## Produkter og services

### Telefoni via. fastnet
Verizon tilbyder forskellige services både traditionel fastnettelefoni POTS (Plain Old Telephone Service), internettelefoni VoIP (Voice Over Internet Protocol) og optisk fiber services. Udlandstelefoni. Sammen med Microsoft tilbydes "Verizon Web Calling", internettelefoni via Windows Live Messenger.

### Data via. fastnet
Verizon tilbyder ADSL og DSL med hastigheder fra 768 kbit/s til 15 Mbit/s download.
Verizon begyndte at udbyde fibernet til nogle forbrugere i 2006, fibernettet markedsføres som "FiOS". Hastigheden når op på 150/35 Mbit/s.

### Tv via. fastnet
Verizon lancerede FiOS Video service i Keller, Texas den 22. september 2005. FiOS TV kan ved hjælp af fibernettet levere i alt 500 kanaler, mere end 180 musikkanaler, mere end 95 HDkanaler og mere end 10.000 video-on-demand titler. Verizon er også partner med DirecTV og betalingstv.

### Mobil tale og data
Verizon Wireless er det største mobilselskab i USA. Det er et joint venture mellem Verizon Communications der ejer 55 % og britiske Vodafone som ejer 45 %.

## Sponsorater og navnerettigheder
- Verizon Center i Washington, DC
- Verizon corner på New Meadowlands Stadium i East Rutherford, New Jersey
- Verizon Championship Racing, a sponsorship partnership with Team Penske in the IRL's IndyCar Series and NASCAR Nationwide Series
- Verizon Heritage (2006–2010) PGA Tour event in Hilton Head Island, South Carolina
- Verizon IMAX 3D theater inside Jordan's Furniture stores in Natick and Reading, Massachusetts (formerly called Motion Odyssey Movie, M.O.M.)
- The Verizon Sports Complex in Lake Placid, New York where the bobsled, luge, and skeleton track is located
- Verizon Wireless Amphitheatre/Verizon Wireless Music Center in various cities across the U.S., including: Atlanta; Irvine, California; Noblesville, Indiana; St. Louis; Charlotte; Pelham, Alabama; and Virginia Beach
- Verizon Wireless Arena in Manchester, New Hampshire
- Verizon Arena in North Little Rock, Arkansas
- Verizon Wireless Center in Mankato, Minnesota
- Verizon Tower in Prudential Center Newark, NJ
- Verizon Theater at Grand Prairie Dallas, TX
- McLaren F1 Team starting at the 2011 Canadian Grand Prix